# Builders of the Adytum

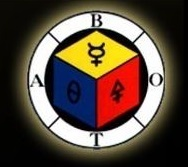
Logotipo do Builders of the Adytum

O Builders of the Adytum ou Construtores do Ádito (BOTA, também escrito B.O.T.A., BotA ou B.o.t.A.) é uma escola da tradição de mistério ocidental com sede em Los Angeles, registrada como uma organização religiosa sem fins lucrativos e isenta de impostos. Foi fundada por Paul Foster Case e tem suas raízes tanto na Ordem Hermética da Aurora Dourada quanto no sistema maçônico de lojas azuis. Posteriormente, foi ampliado por Ann Davies.
O BOTA ensina por correspondência, abrangendo psicologia esotérica, tarô oculto, Cabala Hermética, astrologia e técnicas de meditação. Também realiza diversos serviços rituais e grupos de estudo, alguns abertos ao público.
O número de membros em todo o mundo é de cerca de 5.000.

## Origens do nome
“Adytum” significa “Santuário Interno” em latim ou “Santo dos Santos” e “Construtores” refere-se à emulação do Carpinteiro de Nazaré, Jesus, que alguns membros da BOTA  acreditam que era adepto dos mistérios da construção de um templo vivo sem as mãos (Marcos 14:58).

## História
A Ordem foi fundada em 1922 por Paul Foster Case. Case era um membro sênior  da Ordem Hermética da Aurora Dourada nos Estados Unidos. Após um desentendimento  com Moina Mathers, chefe da Golden Dawn e viúva de MacGregor Mathers, ele deixou a Golden Dawn junto com alguns ex-membros e formou uma ordem separada.
Com a morte de Paul Foster Case, sua secretária Ann Davies tornou-se chefe do BOTA. A ordem floresceu e se expandiu para a Europa e Austrália.

## Crenças
BOTA acredita que a Cabala é a raiz mística tanto do Judaísmo antigo como do Cristianismo original. Pessoas de todas as religiões são aceitas se tiverem inclinações místicas.
Para os membros do BOTA, os meios pelos quais a consciência superior e a iluminação podem ser obtidas incluem tanto a teoria como a prática. Esses ensinamentos e segredos práticos constituem o que os Construtores do Ádito chamam de Sabedoria Atemporal. É chamado de “Atemporal” porque acreditam que não é suscetível às mutações do tempo. A Sabedoria Atemporal não é vista pela BOTA principalmente como um produto do pensamento do homem. Está “escrita por Deus na face da natureza” e está sempre disponível para homens e mulheres de todas as épocas lerem, se puderem.

## Organizações regionais
BOTA tem um Fórum Aberto e um ritual de cura Pronaos em muitas cidades ao redor do mundo:
1. Nordeste dos EUA
2. Centro-Oeste / Sudeste dos EUA
3. Sudoeste dos EUA / Rocky Mt.
4. Noroeste dos EUA
5. Sul da Califórnia/Arizona/Nevada
6. América do Sul e México
7. Austrália e Nova Zelândia
8. Europa

### Fórum Aberto
Esses grupos estão abertos a todos e oferecem uma oportunidade de interagir com aqueles que compartilham ensinamentos e práticas espirituais comuns. Os propósitos do Fórum Aberto incluem (1) desenvolver o Amor fraterno e a Harmonia, (2) desenvolver uma consciência superior, (3) incorporar os princípios da Sabedoria Atemporal na vida cotidiana, (4) aprender a desfrutar juntos a operação da Vontade Única (a vontade de Deus), e (5) fornecer uma porta aberta para os Mistérios a todos os que genuinamente os procuram. O Fórum Aberto pode ser presencial ou online.

### Ritual de grupo
O Trabalho Ritual de Grupo tem sido usado há muito tempo na tradição de mistérios ocidental como um meio dinâmico de trazer insights espirituais e fraternos. Aberto apenas aos membros do BOTA, este trabalho ritualístico ocorre após a iniciação no Pronaos que inclui um juramento de sigilo. Seu objetivo é imprimir o simbolismo de forma mais eficaz na psique dos aspirantes por meio de uma representação dramática, colocando em movimento as imagens estáticas do baralho de tarô do BOTA.